# Joaquín María Ferrer
Pour les articles homonymes, voir Ferrer.
Joaquín María de Ferrer y Cafranga, né le 8 décembre 1777 à Pasajes de San Pedro et mort en 1861 à Mondragón, est un homme d'État et militaire espagnol, à diverses reprises parlementaire et ministre, président des Cortes Generales entre 1836 et 1837, et président du Conseil des ministres en 1841.
Il était proche de Baldomero Espartero et affilié au Parti modéré.